# لقاطه (استان بومرداس)
لقاطه (به عربی: لقاطة) یک شهرداری در الجزایر است که در استان بومرداس واقع شده‌است.
 لقاطه  ۱۳٬۶۹۲ نفر جمعیت دارد.